# Nasir Mazhar
Nasir Mazhar (Londra, ...) è uno stilista britannico.
Mazhar vive a Londra. Dopo alcuni anni di gavetta come parrucchiere e, in seguito, assistente del cappellaio Gareth Pugh (con il quale lavora, fra gli altri, al "Girlie Tour" di Kylie Minogue) Mazhar crea i suoi primi cappelli e copricapi, attirando l'interesse di Madonna che indossa una sua creazione sulla copertina della rivista Dazed. Questo lo porta ad una scalata al successo pressoché istantanea, diventando nel giro di due anni uno dei nomi più richiesti alla London Fashion Week  e ricevendo un contratto dal Top Shop inglese. Di recente ha creato la copertina dell'album Entertainment dei Fischerspooner e ha creato dei copricapi per Lady Gaga.